# Bothrops lanceolatus
Trigonocéphale, Fer de lance de la Martinique
«  Trigonocéphale » redirige ici. Ne pas confondre avec Trigonocéphalie.
Espèce
Statut de conservation UICN

 EN A2acd : En danger
Synonymes
- Coluber lanceolatus Lacépède, 1789
- Coluber megaera Shaw, 1802

Bothrops lanceolatus est une espèce de serpents venimeux de la famille des Viperidae et de la sous-famille des Crotalinae originaire de la Martinique. En français il peut être appelé Trigonocéphale ou Fer de lance de la Martinique, en créole bèt-long ou kravat.

## Répartition
Cette espèce est endémique de la Martinique. Un cousin de Bothrops lanceolatus vit également dans l'île voisine de la Martinique : à Sainte-Lucie, il s'agit de Bothrops caribbaeus. Son arrivée sur l'île de la Martinique s'est faite grâce à une dispersion trans-océanique depuis l’Amérique du Sud vers Sainte-Lucie et de la même manière vers la Martinique, il y aurait entre 3 et 6,5 millions d’années. Sa présence est citée dans l'ouvrage du Père Labat : Voyage aux Isles, chronique aventureuse des Caraïbes (1693-1705). Également dans "l'anonyme de Carpentras" : Un flibustier Français dans la mer des Antilles (1618-1620) : relation d'un voyage infortuné fait aux Indes occidentales par le capitaine Fleury, avec la description de quelques îles qu'on y rencontre, recueillie par l'un de ceux de la compagnie qui fit le voyage. Ces ouvrages attestent de la présence du reptile dans l'île déjà au début et dans le courant du XVIIe siècle. Contrairement à certaines rumeurs, ce serpent n'a pas été introduit, ni par les Amérindiens, ni par les Européens.
Des travaux scientifiques récents, visant notamment à savoir s'il fallait ou non classer l'espèce en « espèce menacée », ont permis de dresser une carte des habitats favorables à Bothrops lanceolatus. Il en ressort que la répartition de la population est morcelée entre le nord de l'île et le sud. Les populations du sud sont très morcelées et sont les plus menacées. La population du nord est beaucoup plus homogène, du fait de la continuité forestière mieux préservée dans le massif des volcans. 
Concernant son habitat, il privilégie les zones encore sauvage ou semi-sauvage, calmes et retirés, notamment la forêt du nord de l'île ou les mornes boisés (collines), du sud. Il fait des incursions dans les plantations de canne à sucre à proximité des forêts, et parfois proche des habitations où il peut trouver des proies telles que les rats en abondance. L'espèce subsiste dans certaines zones d'anthropisation clairsemée. Les forêts humides, la fraîcheur, les points d'eau et les altitudes supérieures à 200 m, voire à 400 m semblent les zones d'habitat les plus favorables. Il s'agit en tout cas de ses habitats refuges actuels. Avant l'anthropisation, l'espèce habitait la totalité de l'île.

## Description
C'est un serpent venimeux qui fréquente essentiellement les forêts et les plantations où il chasse ses proies habituelles, oiseaux, petits rongeurs, chauves-souris et batraciens. Ce serpent est essentiellement un chasseur nocturne, son venin agit par effet de coagulation disséminée du sang dans les vaisseaux (venin hémotoxique), et provoque des thromboses artériolaires et des désordres myocardiques et encéphaliques graves. Sa coloration est variable, allant du jaune, jaune sale au marron avec des taches à dominante de marron-noir. Sa tête triangulaire (d'où son nom : trigonocéphale ou fer de lance), est facilement reconnaissable. Présence d'une bande latérale noire en arrière de l'œil, étendue sur toute la longueur de la tête. Rappelons au passage que les serpents sont sourds... Ils ne peuvent pas entendre, par contre ils détecteront les vibrations émises par les pas sur le sol.
Le Trigonocéphale peut être dangereux pour l'homme en cas de morsure (de l'avis de spécialistes en fabrication de sérum antivenimeux, il est considéré comme relativement agressif), si aucun soin approprié n'est apporté. Fort heureusement peu d'accidents sont à déplorer en Martinique. De plus, un sérum mono-spécifique a été créé spécialement pour la Martinique par l'Institut Pasteur en France. En cas de morsure : rester le plus calme possible, faire allonger la victime, appeler le 112 (numéro des urgences) ; après avoir répondu à ses questions, votre interlocuteur décidera des meilleures façons d'évacuer la victime vers un centre hospitalier de Fort de France (par voie terrestre ou par hélicoptère).
Les femelles peuvent atteindre des tailles de 2,00 m à 2,50 m. Elles mettent bas (vivipares), plutôt en saison humide, un grand nombre de jeunes (entre 50 et 80 individus), déjà équipés dès la naissance en crochets venimeux et donc parfaitement autonomes. Les mâles quant à eux sont généralement plus petits que les femelles. Espèce arboricole, les plus gros spécimens seront davantage rencontrés au sol.
Il est fortement conseillé de ne pas s'enfoncer seul en randonnée dans la végétation des mornes du centre et même du sud de l'île. Concernant le nord de la Martinique et sa grande forêt, il vaut mieux organiser ses randonnées dans des sentiers bien balisés et accompagné d'une personne connaissant parfaitement les lieux. Se munir de bonnes chaussures, si possible montantes et d'un bon bâton pour "sonder" la végétation en avant de ses pas. Ne pas sortir des sentiers balisés pour une excursion en pleine forêt (recommandation ONF : Office National des Forêts).

## Tentative de réduction de la population grâce à la mangouste
Fin XIXe siècle , dans les années 1890, la mangouste a été importée des Indes pour combattre ce serpent. Or ces deux animaux ne sont pas actifs durant les mêmes périodes (le trigonocéphale a une activité principalement nocturne et la mangouste principalement diurne), donc, en mal de prédation, la mangouste s'est rabattue sur les poules et ses œufs. Toutes sortes d'œufs en général, au point que nombre d'espèce d'oiseaux, comme les perroquets, ont disparu de l'île (d'autres invoquent la chasse qui serait la cause de la disparition des perroquets, chasse également citée dans l'ouvrage du père Labat).
Historique des destructions de trigonocéphales
De 1960 à 69 : 81 385 captures. De 1970 à 79 : 68 285 captures. De 1980 à 89 : 33 667 captures. De 1990 à 99 : 8 975 captures. De 2000 à 2002 : 1 262 captures. Soit un total sur 42 ans de : 193 574 serpents capturés et tués.
La baisse du nombre de captures peut s'expliquer par le fait que l'on payait moins les chasseurs de serpents par capture réalisée (environ 15 € par tête), en plus du fait d'une baisse probable du nombre serpents dans l'île. En 2002, l'on aurait cessé de payer les captures de trigonocéphales d'où l'arrêt des données concernant le nombre de serpents tués chaque année.

## Drapeau aux serpents

Drapeau aux serpents (1766).

Ce drapeau orné de trigonocéphales, trouvant ses origines dans la marine du XVIIIe siècle, est le symbole non officiel le plus largement utilisé pour représenter la Martinique entre la fin du XXe siècle et le début du XXIe siècle. Ses références historiques étant critiquées, il est remplacé en 2019 par le président du Conseil exécutif de Martinique par le drapeau intitulé « Ipséité», puis en 2022 par la Collectivité territoriale par le drapeau « rouge-vert-noir».

## Insigne du détachement C.R.S. de la Martinique
Le détachement des Compagnies Républicaines de Sécurité présent sur l'île de 1949 à 1960 avait adopté un insigne mettant en scène un trigonocéphale entourant la flamme C.R.S. et une ancre de marine, le tout devant un paysage représentant la baie de Fort-de-France bordée de palmiers royaux.

## Publications originales
- Bonnaterre, 1790 : Ophiologie in Tableau encyclopédique et méthodique des trois règnes de la nature, p. 1-76 (texte intégral).
- Lacépède, 1789 : Histoire Naturelle des Quadrupèdes Ovipares et des Serpens, vol. 2, lmprimerie du Roi, Hôtel de Thou, Paris, p. 1-671.